# 福島第一原子力発電所1号機の建設

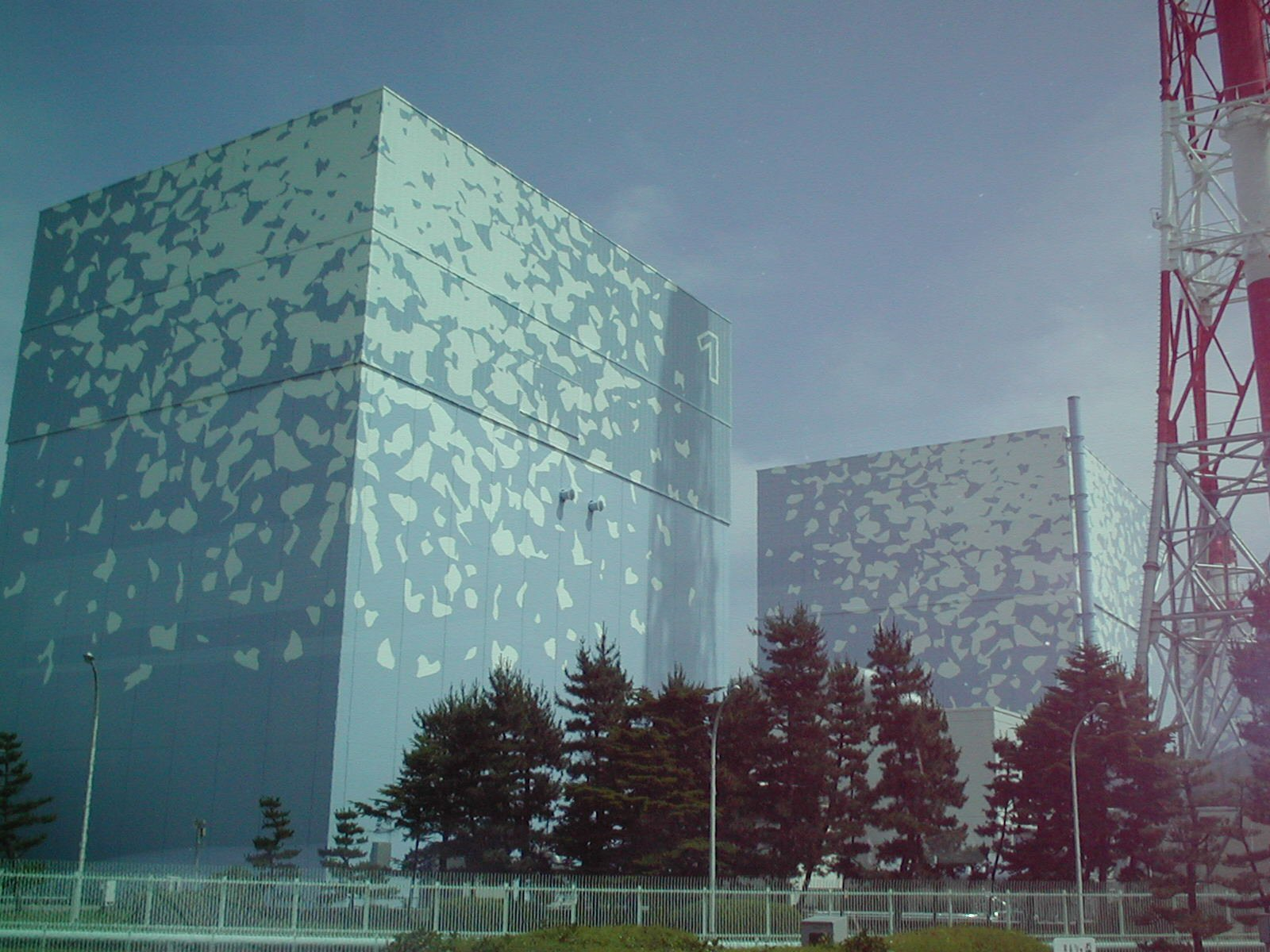
一号機

福島第一原子力発電所1号機の建設（ふくしまだいいちげんしりょくはつでんしょいちごうきのけんせつ）では、福島第一原子力発電所で最初に建設された原子力発電プラントである1号機の建設史について述べる。1号機の形式はゼネラル・エレクトリック社の開発した沸騰水型原子炉に分類されるBWR-3、原子炉格納容器はMarkIである。

## 選定および契約

### 炉型・出力の決定
1964年10月の『朝日新聞』記事によれば、当時電力各社が検討していた1973年度末を目標とした長期電源開発計画で、東電は1号機についてのみ計画に繰り入れており、その電気出力を35万kWとしていた。関西電力、中部電力の原子炉建設と歩調を合わせ、運転開始予定は1970年度であった。これに加え、1964年9月にジュネーブで開催された原子力平和利用国際会議で、原子力の将来性に明るい見通しが出されたことも追い風となり、東電は2号機の設置についても検討を開始した。
東京電力は1950年代よりTAPと呼称するメーカー共同研究を実施、その頃よりBWR寄りではあったが、正式な決定を公に出来るレベルまでは進まず、田原総一朗によれば1962年9月の常務会で当時の社長木川田一隆がGE社のBWRとする意向を表明していたものの、公の場面では明らかにされていない。豊田正敏が1968年に発表した機械学会への投稿記事では1962年の木川田発言には触れず、1号機の電気出力の決定に際しては信頼性を重視して400MW級のものを採用する方針とし、1965年1月からPWRの候補としてウェスチングハウス（WH）社、BWRの候補としてGE社に非公式に接触したとされている。1966年4月に入るとGEへの特命発注がほぼ確実視される旨報道されていたが、正式に発注されたのは、5月11日であった。『原子力産業新聞』によると同時に国内ゼネコンが担当する土木工事に対して、直接見積もり依頼も出された。
この間の事情は後年『関東の電気事業と東京電力』にて一段詳細に明らかにされており、1965年に同社の原子力発電準備委員会が検討作業を実施して炉型の絞り込みを実施し、同委員会はイギリス型炉を不採用とした。田中直治郎は『土木建設』1966年8月号にて、改良型ガス冷却炉（AGR）について濃縮ウランを使用し、またイギリス内でGEとの見積競争を勝ち抜いて採用された事情もあったが、大容量炉の実績が無く、経済性もGEの炉の方が高いという理由で採用しなかったとしている。また、1号機の電気出力は当初35万kW程度の計画を検討していたが、その後の検討で下記のような方針に修正された旨を講演している。
- 経済性を考慮すると容量は35万kWより大きいほうが良い
- 初の原子炉であるためメーカーにて発注または製造実績を持つこと
- 米国では60〜80万kWの炉も発注され始めており経済性は高いがリスクも大きいので、上記の条件で、容量よりは実績を優先する

この方針に従い、1966年1月より、両社からの説明を詳細にわたり聴取し、制作費等についての意見も聞いたと言う。この結果、WHには手頃な容量で50Hz機のものが無かったという。
また、『電力新報』1971年3月号によれば、両社の機器仕様の際は「技術的な優劣の判定はつけ難いもの」となったが、当時スペインのNUCLENOR社がGEに発注したプラント（サンタ・マリア・デ・ガローニャ原子力発電所1号機）の建設が1年先行しており、電気出力は46万キロワット、周波数も50Hzで共通していた。この「実績」もGE採用を決めた材料であった。豊田正敏は30周年記念文集の中で、NUCLENORの設計流用による価格低減策を提案してきたのはGE側であったと回顧している。
GE社が1号機に提案して採用されたタイプは当時400/460MW型と称され、電気出力は初期定格40万kW(400MW)であるが、将来的には46万kWまで増加させられるようになっていた。タービン発電機、安全施設等は2%増の47万kWとして設計された。工学的安全施設は先行して建設されているドレスデン2号機に具備した物をすべて備えた。なお46万kWで申請した場合、認可は貰える見込みとしても安全審査に時間を要すると予想されたため、アメリカで1号機より先に運開する類似タイプの容量が40万kWであることを根拠に、1966年4月4日の電源開発調整審議会（後述）にて容量40万kWとして承認を取ったと言う。
野村顕雄は『電気公論』1966年10月号にて「熱出力が1,213MW時における燃料棒長さ当たり出力の最大は、約15kW/ftでドレスデン1号炉とほぼ同一であり、また、平均炉心出力密度は35.7kW/lでビッグ・ロック・ポイント発電所（en）の高出力運転実績と比較してかなり保守的な設計となっている。さらに安定性についても充分な余裕をもって設計されている。」と述べた。将来の増出力について設計時に織り込んでいる点についても、ドレスデン1号機（en）での増出力試験や「設計時に考慮した例」としてオイスタークリーク（en）、ドレスデン2号機を挙げている。

### 第42回電源開発調整審議会
当時商業発電所の建設に当たっては水力、火力、原子力等全ての電源は「電源開発調整審議会」の審議を受けることになっていた。1号機は1966年4月4日に開催された第42回審議会に付議されたが、開催直前の3月末になって科学技術庁と通産省から技術的になお調整する点があるとの意見が出され、3月30日の最終幹事会で付議するかを議論することとした。その結果、予定通り付議する旨を決定し、審議の結果、決定地点に大熊地点が含まれる結果をみた。

### ターンキー方式
1号機の契約はターンキー方式で結ばれ発電設備一式をGE社に発注する形となったが、これは東京電力としては初の契約方式であった。『原子力工業』1966年6月号によると、この契約方法について発注当時東京電力は詳しい説明を避けていたが、同誌は「特命発注することによってむしろ炉の購入価格を安くできる可能性が大きい、などからこうした措置を取ったものと見られている」と観測していた。また、同時にWH社のPWRを採用した関西電力はタービン、発電機についてはWH系の技術を導入しつつあった三菱原子力に発注しており、完全なターンキー方式を採用しなかった。『原子力通信』1966年5月4日号は、このような関西電力の動きが自社の動きに影響していることを東京電力も暗に認めており、その影響は敦賀1号機に比較した国産比率の増大であるとした。
1965年12月より文書課から原子力部次長に異動した松永長男によれば、1966年からスタートしたGEとの契約交渉では時間的制約から日本側での契約ドラフト作成は諦められ、GEのドラフトをベースに交渉することとなった。GE側が提示した契約書は同社の法律家、それも一般の弁護士ではなくこの種の契約を専門にする有資格者が作成した。
そのため契約慣行は日本側とは相違点が多く、特徴としては予想されるあらゆる事態に対応できるように細部まで書き込まれているため、分量は多くなることが挙げられている。なお、東京電力側の交渉の主担当は常務だった田中直治郎と資材部長の正親であった。東京電力側は三井物産も仲介に入れて交渉に当たっており、その翻訳力は高く評価していたが、交渉を有利に妥結させる自信は無く、ブレークモア法律事務所にも相談し、松永は次の3条件
- 日本語を正文とする
- 日本の裁判籍を採用する
- ターンキー方式は日本の請負に類するので瑕疵担保の期限を長期とする

を進言したが、GE側が了解したのは裁判籍の件だけで、契約書は日本語を正文としたものの英語が優先という形での決着、瑕疵担保はエスカレーションの概念を採用しその幅は5%で頭打ちとなった。『電気産業新聞』によれば従来の契約ではほとんどが英語のみの記述であったが、誤解が生じることがあったことが英日二本立てとされた背景にあったという。
また上之門典郎によるとこの契約によって、「原子力損害賠償は法解釈による」とされた。契約調印は1966年12月8日だったという。
『原子力産業新聞』によると、契約の特徴として設計・工事における安全確認に特段の配慮が盛り込まれた他、運転開始後の保証期間が従来の火力発電より長期間とし、輸入機器は通常火力で1年保証のところ、計測装置などは2年に延長、国産の一次系機器は5年とされたという。福島原子力建設所次長として1号機の完成に立ち会った加藤恒雄は特徴的な契約内容として保険を挙げている。GETESCOは1号機の工事全体にオールGETESCO保険をかけていたが、東京電力と直接契約を結んだ土木業者4社については、GETESCOの保険に対応するような工事保険をかけた。
更に、出力増加を実施した際、もし46万kWに達しなければ、その出力に応じて46万kWから金額を引きGE社に負担させるとされた。

### GEの交渉姿勢
松永は掛川との対談で両国の契約の文化的相違についても触れている。具体的にはまず、交渉に当たりGEが提示した契約書を翻訳して参照したが、日本語と英語でのニュアンスの差は翻訳文では埋められず「原文に当たらんと、十分な理解はできない」状況だった。中味の相違点としては、日本の契約が表向き双務契約の形式を取っていても実際には「価格で面倒みるから」と電力会社側にリスクを持たせる片務契約であったのに対して「リスクをあなたが持ってくれたら、価格はこうします」と明瞭化されており、「向こうに有利になるようにしか書いてないように感じた」という。更に、「こういう場合は、こういうものを注文する事が出来る。価格は協議する」式の日本流契約は欧米では無効の契約で、「金額をいくら積み増しします」と明記しておかなければ効力を発生しないという発想で書かれていたという。
交渉席にて書記を務めた井上琢郎によると、GE側の交渉責任者クレイグは容易に妥協しない人物で、当時のGE社の原子力発電に対する圧倒的優位性を具現化するような状況であった旨を回顧している。一方、井上の視点では、松永長男、松岡実（当時資材部長）は東京電力側の主張を理論的に整理して提示したため、「この種の交渉の成否は、交渉者の資質に依る所が大きい」「欧米人相手の場合、論理的に明確な主張が出来ることが、必須条件」と述べている。

### 国内メーカーのサブコントラクター化
1号機の建設には上述のようにターンキー契約方式が採用されたが、これは責任分担の明確化、工期短縮などをも目的としたものであり、将来の国産化を見据える意味も含めて、東芝、日立、鹿島がGEと下請工事契約を結んでいる。なお、プラントの建物設計についてはEbasco社が基本、詳細設計共に実施した。
- 東芝受注：原子炉圧力容器、炉内構造物、原子炉系機器、配管、弁類、電気配線[36]
- 日立受注：原子炉格納容器、原子炉再循環系、制御棒駆動水圧系、タービン系機器[36]
- 鹿島受注：本館関係土木建築工事[36]
- GEが直接製造：炉本体、タービン、発電機[37]（参考。主な輸入品については下記で一覧化）。

1966年12月8日に結ばれた東京電力・GE間の正式契約直前には国内メーカーのGE下請範囲が敦賀1号機の際と入れ替わり、上記のようにが東芝・石川島播磨、日立で担当部位が逆になる旨の情報が公になっていた。このような形の受注となったのは、敦賀1号機と同じGE製、同じ炉型であるため両社間で製造分担を敦賀1号の際と交換したからである。『原子力通信』（1966年12月2日）は「日立と東芝はBWR型発電所の建設経験としては丁度互角になる訳で、どちらが先に主契約者となりうるかが改めて焦点となろう」と評していた。
なお、『東電社報』1969年7月の座談会に出席した住谷寛によれば、メーカーと東京電力の技術開発について、主体となる組織は概ね次のように区分けしていたという。
- メーカー：単体機器開発
- 東京電力：軟弱地盤への建設、取水方法改善、海水淡水化、安全設備開発、核燃料の燃焼管理

なお、上述のような契約形態は国産化との関連も深い。『原子力通信』は1966年3月18日の時点で99%の確実性でGEが応札するとみており、焦点は容量・価格・国内メーカー参加比率に移るとしていた。この点から見て注目するべき点は敦賀1号機の圧力容器を国内メーカーが担当することが確定した出来事で、東京電力は「国産部分をかなり多くするのではないか」と報じている。『電力新報』1979年12月号によると、1号機の国産化率は53%であったが、田中直治郎は『原子力工業』1968年5月号に掲載された記事にて、「福島原子力発電所は、GE社に技術、製作を依頼したが、発電炉、タービンなどを除いては、多くの機器が日本の国内メーカーの手でつくられ、その量は金額換算すると工事費を含めた円払い分はそう建設費の約80%にものぼる」とし、GEを経てIHIに発注された圧力容器を国産化の例として示している一方で、「設計やシステムエンジニアリングなどのソフトウェアは工業力だけでは解決できない。本来、国産化というと、国内メーカーが主契約者になり、システムエンジニアリングからプラントに対する技術能力を持ち、保証能力を持たねばならぬ」と課題も示している。

### 技術導入契約
1966年6月22日、GE、日立、東芝の3社で核燃料加工を業とする日本ニュークリア・フュエル（JNF）社を設立する契約と共に、GEから東芝、日立が別々に原子力発電システム技術を導入する契約が結ばれると報じられた。
従来の火力発電技術導入では、50万kW、60万kWといった容量ごとに契約するワンポイント方式を取っていたが、この時の導入契約では原子力発電プラントを構成する機器全般を対象とし、1981年までの契約期間に下記の技術情報がGEから提供される内容であった。
1. 原子炉システムの基礎工学についての資料
2. 今後GE社が受注する原子炉システムのシステムエンジニアリング資料
3. 技術導入契約期間中にGEの原子力事業部が製造する原子炉構成品の内、合弁会社が製造するものを除いた製品についての製造関係資料

特許実施権はカナダを除く世界各国で非独占で実施権および構成品を製造し、販売する非排他的実施権を付与するとした。対価は一時金が100万ドル、原子炉本体は最初の10万kWは1kW当たり3ドル、次の10万kW分は1kW当たり2ドルなどと取決めされた。これらの契約は調印後日本政府に認可申請し、認可を受け次第正式に発効する予定であった。その後、日立、東芝は1967年4月に技術導入契約をGEと締結した（5月とする報道もある）。また『日刊工業新聞』によると1967年秋、東芝、日立は一次系（原子炉、蒸気出口までの配管系）機器のシステム・エンジニアリングについて、GEと技術提携を結んだとされている。

### 受注企業の様相

#### GE
契約、現場における態度などについては別記する。
井上琢郎は1967年、原子力産業会議主催の「原子力発電経済性調査団」に東京電力から参加者として随行した。この訪米時にGE社にも出張し、同社の原子力技術に対する将来見通しなどの情報を得ている。
GEにとって、当機の受注は日本市場への足掛かりでもあった。戦前は東芝の筆頭株主（持株比率24.1%）でもあった同社は戦後6.7%まで比率を落としていたものの1967年に東芝が割当増資をした際に10%に買い増しを行った。当時、GEの社史は日本で知られていなかったが、小林袈裟治はGEの対日戦略上、原子力技術の売り込みを次のように分析している。
- 教育程度が高い反面賃金が米国に比較し低く、政府が親米的であるため、東南アジア市場進出の中継拠点にもなる[47]。
- 当時のGEは特許や株式投資を収益源としており相手の複数企業がライバル関係にあればその間に生じる競争関係を利用し、複数の企業と技術提携契約を結ぶことなどで更に多くの利潤を得ることが可能であるため、東芝以外にも提携関係を構築することが有利である[48]。
- 継続的な燃料供給に関連する部分では、濃縮ウランの加工は労働集約的な工程が比較的多く、供給先での現地生産が望ましい[49]。

また『日刊建設工業新聞』によると当時GE子会社のEBASCOは、より大規模な日本市場への進出が警戒されていたが、結局は当機の設計監理だけに落ち着いたため、「わが国業者に安堵の胸をおろさせた」という。

#### 東芝
東芝は本機のサブコントラクターとして参加することが決まった後の1966年7月28日、社内に原子力本部を設置、本部長に常務に昇進したばかりの市橋清を就任させた。これは将来自社が主契約者として受注し得る体制を構築する意味も含んだ組織改正だった。これより先、東芝は三井系企業約40社が共同して設立した日本原子力事業に参画していたが、原子力本部は企画から販売までの一切を担当し、東芝単独で原子力発電機器部門を展開する意思を示したものと受け取られた。なお、原子力本部は土光敏夫社長直属のラインに位置付けされた。

#### 日立
一方、日立製作所は同時期の組織改正で日立工場内の火力部を改組し、火力原子力計画部を設置し、同計画部で原子力発電システム受注に関わる一切の業務を取り纏めが可能な体制の構築を図った。

#### 鹿島
上述のように1966年4月にはGEへの特命発注が確実視されたが、GE側は東京電力からの正式発注を見越し、1号機本館と事務本館の建設工事について清水建設、竹中工務店、鹿島建設、間組の4社に指名発注、4月21日に見積書の徴収を行うこととした。1966年12月に東京電力とGEが正式契約した際、『電気産業新聞』は「下馬評」として竹中工務店を挙げていた。その後、この4社の中で鹿島建設と間組の競争が後にクローズアップされ、鹿島が原子炉建屋他本館工事を受注した。『日刊建設工業新聞』は1966年12月には鹿島決定を報じ解説記事にて「一歩先輩格の敦賀原子力建屋が竹中工務店に決まっていることから見てまずは当然の落着ぶり。（中略）今後エバスコ社と日本業者のからみも関心のマトとなる」と評している。
当時会長だった鹿島守之助は自由民主党参議院議員として、様々な提言を時の建設大臣に提出するロビー活動を行った。1966年4月13日に出された「設計施工一本化に関する件」では、当時設計者と施行者が完全に分割発注されていた慣習に危機感を持ち、欧米の様々な契約形態を引き合いとしながらその一本化を求めていたが、ターンキーについは「大企業の持つ調査研究、技術、資本力等の能力を十二分に活用する」方式として戦後欧米各国の大手建設業者が自前の設計能力を備え、最新技術を導入する能力を備えているためであると説明し、設計施工分離方式を時代遅れと批判している。ただし、この考えの背景には国内中小業者の施工能力を低く見ている視点もあり、分割発注批判については同時期に提出した別の意見書にも盛り込んだ結果、全国中小建設業協会より批判を受けた。同協会は「JVは工事の大型化を図り大手に工事を発注する方便に過ぎない」「日本のような小さい国の業者が世界一の工事実績を持つということは（略）中小業者を踏み台にしてのし上がったものだ。（略）国内受注がほとんど」と米国との国情の相違も挙げ、分割発注はむしろ工事を迅速化するとし伊勢湾台風復旧の例を挙げている。
当機の受注活動において当初鹿島はJV方式を提案したが、同社社史によると「業者間の足並みが乱れ、むしろはげしい競争がおこり、それをGEが巧みに利用するなどスッキリしない動きが多かった」とされ、契約までのイザコザによる遅れも発生したという。また、鹿島内ではGEが元請けになった工事に応札するべきか激論が交わされ、一時的に撤退論も優勢となった。GEは日本的な談合文化とは無縁で、応札する国内ゼネコン各社は本気で見積もり価格の叩き合いを迫られていたからである。受注当時の『日刊工業新聞』（1967年4月22日）によると、鹿島は当初22億円の価格を提示したものの、GETESCOはこの提案を一蹴、鹿島はこれを受け「これ以上、下げるのは不可能」として18億円を再提示したが、GETESCOはこの案も一蹴し、14億円で落札するように迫ったという。しかしながら、受注にいたった要因としては下記が挙げられている。
1. 1966年の契約後、日立、東芝を機器の下請として使う決定と同時に鹿島が建設の下請けに就くことも早々に内定していたとされること[58]
2. 1967年1月より一号機の準備工事は着手されており、鹿島はこの際Letter of Comittment（事前了解）を承認していたこと[58]
3. 競合相手の間組が14億円で落札する姿勢を見せ始めたこと[58]
4. 鹿島守之助から「赤字でもやれ」と鶴の一声が下ったこと[57]
5. 日立、東芝、三井物産、および東京電力の強い希望があったこと[56]。

1号本館の受注はGEと東京電力の契約の後、1967年2月初旬に報じられた。落札した鹿島は受注のため石川六郎副社長（当時）を訪米する念の入れようで、その背景には原子力発電所の場合、関連設備を含めると巨大な建設市場となるという共通認識があったという（石川は「将来を見越して」とコメントしている）。入札時より認識されていた技術的新規性としては、下記のような点が挙げられ、従来の建設技術では対応出来ず、新技術の開発を促進するものと見られていた。
- 建物のコンクリート部分が大幅に厚くなる
- 内部構造も特殊な形式をとる

鹿島が受注に成功した要因として池亀亮は『日経産業新聞』に対して耐震構造の研究で他社より重視したことを挙げている。鹿島は本機受注の10年前に当たる1956年には社内に原子力室を設けていた。日本の原子力発電草創期には地震動の衝撃が炉心に及ばないようにエネルギーを逃がす軟構造か、反対に剛構造として敷地に固定するかで見解が分かれていたが、早期に岩盤に直接固定する方針（技術的詳細は後述）を打ち出し先行したと言う。
なお、鹿島はこれに先立つJRR-1,JPDRの建屋工事も赤字受注しており、技術を蓄積するための先行投資として割り切った。そこには上述のような「巨大産業に発展する」という読みがあったが、短期的にも読みは当たり、2号機では東京電力の国産化方針から発注者が東京電力からの直接受注に切り替わり、この福島の経験が原子炉ビジネスでの転機となった。結果、1989年までに日本の電力会社が発注したBWR19基の内16基を鹿島が占めた。取締役の名井透は「過去の投資に見合ったリターンはあった」「原発建屋の技術は一般の建屋にも応用してきたので数字に表れないメリットも大きい」と述べている。ただし、『原子力通信』によると、鹿島の取った安値入札を非難する向きもあった。
鹿島守之助は政治家、外交史研究者としての側面を持つ人物であったが、日本の潜在核武装能力の獲得という目標を持っており、東京電力とGEが当機の正式契約を結んだ2日後の12月10日、『電気協会雑誌』にて中華人民共和国の核開発への対抗、西独の核戦力参加要求を材料に「非核保有国日本も（中略）原子力の平和利用によって、核兵器の製造能力をも十分具備している。そして将来中共のそうした発言権をはねかえすためには、今後もこのような能力を保持するだけの国力、すなわち技術力、科学力、経済力を不断に養っておかねばならない。」と述べている。
別記のように敷地造成後、1号機建屋建設の鍬入れ式が1967年4月1日に執り行われ、これを以って工事着手とされているが、GEと鹿島の契約調印は1967年6月19日であった。
なお、鹿島は当時米建設大手6位のモリソン・クヌードセン（Morrison Knudsen,MK）社と密接な関係にあり、本発電所建設においてMK社も関与していた。更に、鹿島は1号機の建設においてGE、EBASCOより現地指導を受けた他、米国EBASCO社に技術者を8名ほど派遣して原子力発電所の設計・施工についての技術修得を行い、1969年に入る頃には自主的に建屋建設を受注出来るレベルまで自信をつけてきていた。1968年2月に同社武藤研究室がEBASCOの視察を行った時点では出向社員は4名であった。武藤清は出張報告にて、当時自社の計算機容量が32Kに更新されたこともあり「電子計算機施設、計算機容量（24K）および耐震関係の保有プログラム等は当社の方が、はるかに優れていることが分かりました。耐震解析にさいしては、その現象解析を実際の建物に対して忠実に行なうということをわれわれは常々考慮しております。その結果、原子炉建物等の振動系は非常に複雑なモデルとなりますが、EBASCO社では現在のところこの種の解析は不可能と考えられます。日本で建設される原子炉建物耐震解析のEBASCO社から武藤研究室への依頼の問題については特に触れずに、（中略）訪問を終えました。」と述べている。

#### その他
また、敦賀1号機の時点で殆どの配管系支持装置は国産化されていたが、再循環系のコンスタントハンガ、油圧防振器は輸入品が使用された。これに対し、三和テッキが本機より配管系支持装置の国産品を設計・製作を開始するなど、本機ではより国産化が進展した。
復水器には住友軽金属製のアルブラック管が採用された。

### 輸入品一覧
1号機の主な輸入機器は次のようになっている。
- 核燃料：燃料要素[注 14]。
- 再循環系：再循環ポンプ、再循環バルブ、再循環系配管、制御用可変周波数電源装置（M-Gセット）
- 制御棒関係：制御棒駆動装置（SRD）
- 原子炉系：主蒸気隔離弁、逃し弁、高圧注水系、炉心隔離冷却装置
- タービン関係：タービン本体、制御装置、タービンバイパス装置、タービン監視計器
- 発電機関係：発電機本体、励磁機、界磁開閉器、自動電圧調整（AVR）装置
- 計測・制御：核計装、ニュークリア・パネルズ、プロセス・ラジエーション・モニター（中央制御盤）、プロセス計算機（GE/PAC-4020）、GE-MACシステム

### 米国輸出入銀行からの資金調達
東京電力は過去千葉火力発電所にいわゆる新鋭火力を設置した頃から、GEに発注する際には米輸出入銀行を相手として借款を都度申し入れて資金調達に利用してきた。福島の場合1号機は上述のようにGEが主契約者であり、1967年5月30日、木川田が輸出入銀行総裁の元を訪れて借款が認められ、3913万ドル、利率年6%、償還20年の条件であった。資金用途は米国製品の買付資金で、契約調印は1967年11月6日である。
なお、この借款が認められるのとほぼ同時に東電は1967年5月31日、2号機をGEの1967年型から発注することを発表、その運転開始予定を1973年とした。
また、本機を初めとして商業炉の建設計画が相次いで動き出したため、日本開発銀行は国産化機器を対象に融資を実施する方針であった。輸出国が国策金融機関と一体となって売り込みの後押しを図っていることに対抗し、不利な競争条件を緩和し、原子力発電先進国との格差を早期に埋めるためであった。本機の場合、東京電力に、国産化されることとなった圧力容器の発注額の5〜6割を融資し、同社を通じて製造元の石川島播磨の開発資金の面倒を見ることを意図した。融資条件は年6.5%の低利（当時の日本としては）で、貸付期限は20年程度と提案されている。

## 設計および施工
原子炉設置許可申請による安全審査後に正式契約が締結されたが、説明の便宜上安全審査は本項で記載する。
『原子力産業新聞』によれば、東京電力は1966年5月の発注時に下記の工学的安全施設などを追加した。
- 耐震設計
- 100%負荷を遮断した際原子炉緊急停止を避ける装置の追加（後にタービンバイパス系容量が100%化された）
- 非常用復水器の追加
- 排気塔高さを追加延長
- 放射性ガス貯留タンクの追加

### 耐震設計
耐震設計については、建設に先立ち実施された環境調査、災害想定（福島第一原子力発電所を参照）を踏まえつつ、建設当時既に通例化されつつあった、重要度分類に応じた4段階の区分を前提に実施された。
- クラスAs：原子炉圧力容器、原子炉格納容器、圧力抑制プール、ベンド管、全貫通部及びエアロック
- クラスA：原子炉建屋、廃棄物処理建屋、制御建屋、原子炉建屋内クレーン、排気ダクト、排気塔
- クラスB：タービン建屋、サービス建屋、タービン台、タービン建屋内クレーン、排気貯留系室
- クラスC：As,A,Bに区分されない全ての建物、構築物

1号機の耐震設計仕様書作成は1965年のことであり、1年ほど先行して建設されていた日本原子力発電敦賀発電所1号機と炉のタイプが共通していることもあって、格納容器、ダクトの仕様については簡略化されていると言う。
この結果、1号機の設計用地震加速度は下記の様に申請され、そのまま認可された。
- クラスAs：0.27g
- クラスA：0.18g[注 17]。

なおここで、岩着という設計思想について本発電所での実例を踏まえながら説明する。日本の原子力発電所では、原子炉建屋やタービン建屋は通常の建物のように杭だけを岩盤に差し込むのではなく、岩盤が露出するレベルまで土地を掘り下げ、ベタ基礎のような形状の人工岩盤（これをマンメイドロックと称する）のコンクリートを打設し、建屋底部を半ば岩盤に埋め込んで一体化させている。本発電所にてもこの手法が取られ1965年11月に原子力発電準備委員会が最終答申を提出した際にも、当地にて第三紀層が安定している地盤であることを確認していた。
これは、同じ地震では岩盤層の方が表層地盤より揺れが抑制されると言う考え方と、揺れの際に表面の柔らかい地層に施設を建設すると、不同沈下が発生して機器の異常に繋がる可能性があるため、これを防止する目的がある。福島原子力建設所建築課長の加藤恒雄は『電気情報』1969年10月号の座談会にて、岩着について定量的な表現を交え、次のように説明を行っている。
やや表現を変え、採用した地震波を交えて説明したものとしては、後年次のものが書かれている。
なお、加速度が算出された経緯については原子力委員会月報に添付された設置許可時の資料「東京電力株式会社福島原子力発電所原子炉の設置に係る安全性について」に明記は無い。

### 敷地造成と安全審査
1966年5月の発注時、ゼネコンへの現場説明は5月中に終えて6月より掘削整地を開始する予定となっていた。実際の工程もほぼそのような流れで1966年6月より埋め立て、敷地造成等の工事を開始。元々35mの高さの台地を上記岩盤設置の都合から海抜10mに造成し1967年3月末に完了、GEに引き渡され1号機の建設工事が開始された。
1号機の設置許可申請書は1966年6月1日に提出され、6ヵ月後に許可された（7月1日とする資料もある）。審査は原子炉安全専門審査会（会長向坊隆）で、7月1日付の申請に対して7月25日の第40回審査会にて委員13名より成る第27部会（部会長川崎正之）を設置し、審査を開始した。同部会は通産省原子力発電技術顧問会と合同審査を実施、炉、耐震、環境、プラント、電力の5つのグループを設定し、延べ約30回に渡る審査を実施し11月2日審査を完了、内容を妥当なものとして原子力委員会に報告した。
この時通産省側で審査を担当していたのは通産省公益事業局原子力発電課で、美浜発電所1号機と同時進行だった。課長だった井上力によると最盛期には週に数回審査絡みの会合を開いていたと言う。一方、当時審査に関わった東京電力の榎本聡明によれば、安全審査は1〜2週間に1度のペースで進められ、「今から見れば勉強会的な雰囲気」であり、審査の合間に研究機関等へ指導を仰いだり、GEとのテレックスでのやりとりを頻繁に実施し、技術の吸収に務めた。なお、プラントレイアウト及び取水方法の検討は許認可手続き及び契約業務と並行して進められた。
ただし、電力公害研究会はこの原子力委員会の安全審査について本発電所を例示し、部会会合9回（正味7回）、現地調査4回、審査開始1ヶ月後に審査状況報告、検討事項のとりまとめと中間報告の検討は2ヵ月後、部会報告書類の検討は3ヵ月後という同委員会の報告書からの実績を引用し、「監視や規制をすべき原子力委員会は一つ一つの安全性の研究による確認もせずに（中略）「安全である」との結論を出して（中略）建設を許しています」「このメンバーの顔ぶれからして本業のかたわらに審査委員を兼ねており、部会や各グループの会合（机上審査）以外に安全審査にどれだけ時間をさいたかはある程度うかがい知ることができます」と批判している。
12月の許可から一週間後、上述のように1号機について、GEとの一括購入契約が結ばれた。
結果として、BWRの導入はパイロット機関である日本原電が先行して敦賀発電所に建設することになり（東京電力初の原子炉に沸騰水型が採用された経緯を参照）、東京電力は敦賀1号機の1年遅れで工事を実施するように計画を立てた。通産省原子力発電課長の井上力（当時）は温厚さで知られる人物だったが、井上琢郎はこの計画立案の件で「もっと敦賀の経験を見てからにすべきではないですか」と強い語調で言われたという。
1967年4月1日には起工式が執り行われ、晴天で風の強い日であったという。

### 配管設計
1号機の配管工事はGEより東芝がそのほぼ全てを受注し、更に当時関連会社だった石川島播磨に発注された。
主配管系全体の特徴を火力発電と比較すると、「原子炉－タービン－復水器－復水ポンプ－低圧給水加熱器－給水ポンプ－高圧給水加熱器－原子炉」の閉ループを形成する。このループはボイラの代わりに原子炉を設置し、脱気器を除いたもので大幅な差異は無い。しかし、原子炉、原子炉補機に関してはボイラ周りの系統と大幅な差異があった。『東芝レビュー』1969年1月号では同社が施行した配管系が一覧化されているが、総数34系統の内、原子炉周りの配管系は17系統であり、原子炉周りの殆どは安全上必要とされ設けられた系統であった。
本機の建設当時配管設計において特徴的な事項として挙げられたのは下記であった。
設計時の考慮
- 原子炉系配管には殆ど初層TIG溶接によるルートパス溶接が採用され、裏当金の採用は許されず、突合せ継手を使用する点が火力発電と相違する。ルートパス溶接は一般機器の溶接に比べ高度の技量を必要とし、溶接士の技量に依存する面が大きいので技量試験による確認がキーとなる[90]。ただし、補助系配管では裏当て金も使用され、直径3インチ以下の小口径配管では隅肉溶接を採用する[91]。但しインサートリング[注 23]の使用は認められている[92]。
- 格納容器を貫通（ペネトレーション）する部分には蛇腹（ベロー）を使用しフレキシビリティを持たせる[91]。
- 現場の施工環境に即した施工法の研究が不足している。例えばインサートの要否・形状、アルゴンパージの要否、ステンレス系に対する層間温度の維持方法[93]。
- 格納容器、原子炉建屋内では作業スペースが限られている上各系の配管が交錯しており、現場の溶接条件が悪い。そのために溶接士に特別の訓練を実施する必要がある[94]。

配管加工
- 素管は鋼管の形状に仕上がった物を鉄鋼メーカーより入手するが、停止時冷却系統、給水系統、復水系統、一次格納容器スプレイ系など、呼び径が大きく厚肉の配管については、鋼板を入手してこれを曲げ加工によって成型する手法を取る[91][注 24]。
- 曲げ部にはエルボ[注 25]の使用を優先し、現物合わせの施工が可能なクランプダイブ等による曲げ加工は忌避される傾向にある。特にステンレス配管の場合、熱間曲げによる温度管理、酸化防止策、熱処理、洗浄等で問題が多く、エルボの使用が望ましいとされた[95]。

ルートパス溶接
初層TIG溶接によるルートパス溶接の前には、次の作業が重要である。
- 事前に配管レイアウトを図面通り配列する「開先合わせ」の作業。溶接面からは開先精度の維持が重要で、ルート間隙[注 26]、食い違いは初層の溶け込み不良、抜け落ちに繋がるものとして、当時から警戒されていた[96]。

- もう一つの事前作業として、管内面が酸化するのを防止するため、溶接準備としてバックパージ[注 27]の実施が必要である。酸化度合いは炭素鋼、低合金鋼ではバックパージ不要な程低いケースもあるがステンレス鋼では激しいので完全なパックパージを必要とする。その一方で、使用するアルゴン、ヘリウム等の不活性ガスをチェックする方法が当時は不十分で、管系が長い場合や継手付近にオープニング（開口）がある場合、バックパージが不十分になりやすい。また、原子炉の大容量化により管の呼び径も大きくなる傾向にあり、大量のガスを使用し溶接の経済性も悪化する。更に当時は、ルートパス溶接で欠陥が発生した場合、「欠陥の補修は殆ど不可能に近い」とされていた[96]。

突き合わせた開先にインサートリングを挟まずそのままTIG溶接を実施した場合、全姿勢で裏波ビードの仕上がりが良好となるが、本機のようなBWRでは初層条件がシビアな反面、上向き溶接に対してはかなりの熟練を要した。
異種金属溶接
素材から溶接を見直した場合、異種金属溶接について検討が必要であった。BWRでは炭素鋼と低合金鋼、或いはステンレス鋼といったように、異種金属の配管同士を溶接する機会がある。この場合溶接棒などは一般に溶接の困難な側（炭素鋼とオーステナイト系ステンレスの場合なら後者）に合わせる。またフェライト量の確保などの問題から溶接条件を良くするため、異種金属配管は工場溶接を基本とし、現地では同種金属溶接とする。このため工場溶接ではセイフエンドと呼ばれる同種金属溶接用の短い配管が溶接されて出荷される。
開先検査
BWRを含めた原子力発電の一次系配管が複雑な形状を取るのは、放射線遮蔽を考慮しているためでもある。その上、熱膨張による応力を低減する目的のコールド・スプリングが施工される配管系は開先合せが困難となる。
破壊モード
破壊モードとしては応力腐食割れの語こそ使用頻度が少ないものの、低応力下、材料鋭敏化での塩素、酸素による粒間割れなどは当初からオーステナイト系ステンレスなどで予測されていた。しかし、GEの予測は甘く、1号機建設後対策のため、放射化が問題視された配管については逐次SUS316L等の材料に置き換えされていった。
 管系支持装置 

火力発電所と比較した場合、蒸気条件が低く、熱膨張による管系の変位は相対的に少ないが耐震設計上の要求が多く、レストレイント、次いで油圧防振器が多用される。再循環系にはバネ式防振器が耐震目的で使用される。

### 格納容器の据付
原子炉格納容器はGETESCOから日立製作所に発注された。工場製作は1967年6月より開始され1968年6月に最終耐圧、漏洩試験に合格した。重量は1,200t、耐圧部の突合せ溶接部のみでも全長4,200m、放射線検査フィルムは1万3000枚を使用したという。また、工程面では1号機全体のクリティカルパスの一つとなっているため、工期の短縮に注意が図られている（工程管理の詳細は後述）。『日刊工業新聞』（1968年4月1日）によると従来の規格計算では間に合わないため、日立では計算機を使用した応力解析を導入し、品質保証のため、焼鈍炉も新造したという。
この予定を遅延させないために意識されたのは制作進行中に耐震および配管設計上の設計変更を弾力的に吸収することであった。格納容器は工場製作の段階では約1000個の部品に分割されていたが、出来る限り現地作業を少なくすることが求められた一方で、鋼板最大寸法、製造設備能力、輸送方法などが制約条件であった。この内、製造設備能力に係わる課題を更に具体的に述べると、現地での組立順序に合わせて部品を製造しつつ、工場の敷地内に限りがあるので、作業計画の検討に慎重を期し、ケガキ、開先切断、溶接、機械加工等に特殊な治具を使用した。なお、完成した部品は現地搬出前に工場内で仮組立を実施して精度を確認している。
多田正文によれば、格納容器用鋼板として1号機までの原子力発電プラントではASME SA 201 GrBないしSA 212 GrBというC-Si系炭素鋼板が使用された。この規格は1964年に変更され、前述の2種鋼板はそれぞれSA 515 Gr60およびSA 515 Gr70に継承、新規に低温衝撃特性の優れたC-Si系炭素鋼板としてSA516 Gr55 Gr60 Gr65 Gr70が制定された。しかし、1号機ではこの新規格鋼板を採用せず、2号機でSA 515 Gr70を採用することとなる。耐圧部に使用されたASTM 212 Gt.Bは低温における衝撃値を規制した材料で、配管同様、溶接条件、非破壊検査には注意が払われ、たとえば溶接士の認定試験は通産省技術基準とASME Code Section IXの両者に合格することが条件であった。また当時より工場内製作部分については自動溶接を積極的に導入している。現場溶接についても、溶接工は全て工場から派遣した者を当てたが、「現地の混雑した環境での作業というのは、不慣れであり、不得手」という問題がある事は認識されていた。下記のように地上作業が増やされたのは、このような背景もある。
MarkI格納容器の外形はひょうたんのような本体（ドライウェル）の下に円筒の架台を敷き、底部を囲む形でドーナツ状のサプレッションチェンバ（『火力発電』ではトーラスと呼称）が取り巻く形となっている。現地での組立は下の円筒部から上部に向けて組み上げていく形をとっており、この据付工事上の特徴として、当時日本最大の容量を誇ったガイデリッククレーンを投入し、「リング状ブロック建造方式」が採用された。この建造方式は、工場より搬入された部材を地上に仮設したコンクリート平面の作業盤でリング状に組立し、溶接・検査を実施後リングごと吊り込んで上段に重ねるものである。
また、現場建設での特徴として、据付が完了したドライウェル下部より局部漏洩検査を順次実施し2日間に渡った通産省試験で無漏洩を確認した。このことで、ドライウェルの据付が全て完了する前に、ドライウェル底部のコンクリートの打設を実施することが可能となり、土木工事の工程短縮に大きく寄与した。
トーラスの据付はアーチビーム部を起点にブロック状に分割されたトーラスを据付するミルストン式（en）を採用した。
格納容器完成後に設計圧力の1.15倍の圧力を加圧する漏洩試験を約1週間かけて実施し、完成検査を終了した。現地における溶接不良率は0.4%以下で「全般的にすぐれたもの」と評価された。
1968年に入っても通産省の試験を受ける検査要領書、試験計画書等が全く無い状態からのスタートで、GEのプロシーディアと呼ばれる文書はあったが役に立たない構成であったため日本語に和訳の上検査要領書として仕立て直した。コピー機も青焼き機しか市販されていない時代であったため、キングファイル3冊分の検査記録は全て手書きであった。

### 1968年の変更申請
上記のようにまとまった設計であったが、その後、大きな変更もあった。1968年11月19日、東京電力は原子炉施設、電気工作物の変更申請をそれぞれ提出した。変更点は下記である。
- 電気出力変更：ドレスデン2・3号機、ミルストンでの実績が出揃い、出力にゆとりがあることが実証されたため、電気出力を40万kWから本来の計画値である46万kWに上昇
- 工学的安全施設：高圧注水系（HPCI）の追設[注 34][注 35]。
- 安全保護回路に予知スクラム追加[114]
- 制御棒引き抜き監視装置、選択制御棒挿入機構の追加[114]

### コンクリート工事
平田秀雄によればGEはコンクリートの基礎工事で「強度が足りない」と」指摘し、何度もやり直しすることになったが、コンクリート中の水分が適量か、GEの技術者が手で握って確かめているを見て「陶器職人」のようなプロ意識も感じた旨を回顧している。『鹿島建設月報』で建設工事を紹介した記事では「機器メーカーとのコオーディネーションの優劣が工事の進捗と品質を左右する」と述べ、特質の一つに「一般建物より複雑で精度を要求されるものを、土木工事的規模で施工する」点があげられ、その代表的な例が次に述べる格納容器周囲の遮蔽コンクリートの施工であった。
MARKI格納容器はフラスコ型のドライウェルとその下部に配されたドーナツ型のサブレッション・チャンバ（圧力抑制室）が外観上の特徴であるが、この内ドライウェルはその下部で円筒のスカートに支えられており、更にドライウェルとスカートに囲まれた空間にはコンクリート、モルタルで完全に充填され、ドライウェルを支えることになる。鹿島建設は工事着手に当たって、同社福島原子力出張所と技術研究所が共同して、予めこのような工事の基礎実験も実施していた。
鹿島建設福島原子力建設所長を勤めた中津留暎は竣工時に「建築と言う面からみますと、原子力発電所という建物の形が、むしろ物理屋さんが考えた、一番解析しやすい状態のままで、むしろ建築的に十分に検討されないままで建物をそれに合わせてつくっていかなければならないというようなところがある」と述べている。
また、当時東京電力の建設所では建築は設計班と工事班に分かれており設計でGEレターを解釈し、工事で作業実施を担当していた。構造検査の確認も数多く、当時新入社員で技術職だったある東京電力社員は「建物を造るのに、何故そんなに検査を一生懸命やるのかな」と原子力部門の技術的な文化に対して素朴な疑問をもっていたという。
また中津留暎は『電気情報』1971年6月号の座談会にて、日立でグラインダー工を地元募集した時と同様の課題に直面した旨を語っている。従って「普通ですと、経験のある業者がいる訳ですが、地元の素人の労務者を採用したために、社員が陣頭指揮に立たざるを得なかった」という。
建屋内の天井、鉄柱は錆が浮いて冷却水に交じるなどして放射化することを防ぐため、錆止めの塗料が使用されている。

### 圧力容器の製造
田中直治郎は1号機着工前の1966年『電力』の臨時増刊号の対談で「できるだけ国産で間に合わせ得るものは国産でやるように事務当局に申しております。ただ東電の場合は非常に安全というか、安全を高く、高度な建前を取っておりますので国産で不安のあるようなものはこれを取らない、あくまでも安全に対して自信のあるもの使う」と述べていた。そして、この一例として原子炉圧力容器を挙げ、GEと石川島播磨に対して、1号機は「輸入にするのだ」と主張し、国産で実施する場合の条件として、石川島播磨のカウンターパートであるバブコック・アンド・ウィルコックス（B&W）との折衝、援助内容、対東電との間の監視方法、事実の探知方法などで、東京電力が満足できる措置が取られることを挙げている。
『原子力通信』によると当時GEも大量受注をこなすため、圧力容器製造は国内外のメーカーを積極的に下請として発注しており、米国内にはコバッション・エンジニアリング（CE）社、シカゴ・ブリッジ＆アイアン（CB&I）社などが製造メーカーとしてあった。当時、日本メーカーと米国メーカーとの間では次のような技術提携が結ばれ、国内メーカー各社は最新技術の消化と受注準備にしのぎを削っていた。
- 日立、B&W「原電敦賀用圧力容器の設計審査」：1966年4月
- 石川島播磨、CB&I「ホルトン・ニュークリア・コンティメント・ベッセルに関する製造技術」：1965年7月
- 石川島播磨、B&W「東電福島1号機圧力容器の設計指導と製造方案指導に関する技術」：1966年12月

また当時、ASMEにて原子力発電の拡大に伴い圧力容器の新規格が制定されていた。これに伴い、火力発電技術協会は1966年10月29日より約1ヶ月の予定で米国に原子炉圧力容器の調査団を送ったが、団長は東京電力技術最高顧問を務めていた寺田重三郎、他に同社からは川人武樹、他社からも天野牧男（石川島播磨）、林勉（日立製作所）、野村純一（日本製鋼、副団長）等、福島第一をはじめとする東京電力の原子力発電所建設に関与することになった者が含まれていた。調査団は国産化を見据え、1967年3月までに日本における圧力容器のあり方について取りまとめる予定であった。
結局、原子炉圧力容器の制作は当時東芝と関連のあった石川島播磨重工業（現：IHI）が1966年12月より設計、応力解析を実施し、1969年に海送により出荷した。圧力容器を製作したIHI横浜第三工場を『とうでん』が取材した記事によれば、GEが石川島播磨に発注したのはこの頃、同社が過去にボイラ、化学プラントで多くの実績を重ねていたことを評価していたからである。また、石川島播磨側も日本の重電三社同様、アメリカに留学者を出すなどして原子力部門での取り組みに備えていた。例えば、圧力容器の設計には詳細な応力解析を必要としたが、石川島播磨はこのために以前より応力解析用計算機プログラムの開発を続け、1号機用容器の設計でその成果が駆使された。容器完成を報じた『原子力通信』によると、計算が困難な部位（下鏡制御入孔部、再循環出口レデュースドノズル、上蓋計測用斜角ノズル）については3次元光弾性模型試験を実施した。また、石川島播磨で作成した応力解析計算書、各種製造検査方案をB&Wに送付してレビューを受けている。
製造検査は安全性に直結することは石川島播磨も当初から認識しており、完成の約10年前から厚板溶接技術、溶接クラッド技術、模型応力試験などを進めて行った。また、「完成までに約3年かかるが、そのうち1年は検査の期間」「チェックリスト紙は2,000〜3,000枚に、検査回数は数千回」とコメントされている。
多田正文によれば、極初期を除き、米国軽水炉の原子炉圧力容器には抗張力56kg/mm2のマンガン・モリブデン鋼、或いはさらに衝撃性質を高めるためニッケルを添加した低合金鋼が用いられているが、1号機では焼ならし、焼き戻し材のASTM SA-302Bを用いているものの、ニッケルの添加は行わずそれに相当する熱処理を実施していた。1965年にはニッケルの添加を規定した焼入れ、焼き戻し材であるASTM A-533が規格として発行されたが、この規格を適用したA-533 Gr.B,Class1を使用した圧力容器は2号機から採用された。
なお、圧力容器は蓋を取り外し可能なようにフランジ接続となっており、漏洩防止のため二重Oリングが施工されている。炉心と圧力容器の間には20本のジェットポンプと冷却水があるため、圧力容器の中性子照射量は減少が見込まれ、40年運転で1018nvt、脆性遷移温度の上昇は55℃と見積もられた。
本発電所での水切り（建設現場への荷揚げ）は現地物揚場に設備された700t吊りジンポールデリック、建屋での据付は特設されたタワーデリック、リフティングタワーが用いられた。
原子炉圧力容器は鉄パイプ製のコロに載せてウィンチで据付場所まで曳いたが、暴走を避けるため少しずつしか移動出来ず、300mの移動に5日かかった。当時東電の技術者で後に本発電所内「福島原子力技能訓練センター」に転じた平田秀雄はピラミッド建設になぞらえて回顧している。1996年当時の技術なら1日仕事だという。なお、1969年5月の圧力容器を船から陸揚げする方法は作業方式としては世界初のケースであった。
圧力容器の底では、制御棒ハウジングを補強するように約100本のスタブ・チューブが底部から伸びている。東芝福島原子力事務局長の渡辺祐一が『電気新聞』の座談会にて述べたところによると、このチューブにハウジングを溶接する際はGETESCOから自動溶接機を持ち込む方法を採り、工期短縮と品質向上にも繋がったという。
地震対策としては、円筒胴にスタビライザーを8個取付し、地震による振れの軽減を図っている。

### 再循環系
深井祐造によれば、BWRの発展期から分類すると単純サイクルの強制循環炉だが、先行する敦賀1号では炉心の冷却水は全て圧力容器外に取り出して3ループの再循環水ポンプにより駆動していたものが、本発電所1号機ではジェットポンプが開発されたため、圧力容器外に取り出されるジェットポンプ駆動水は炉心冷却水は約半分程となり、再循環ループ数も2となった。一方、『OHM』1966年12月号ではジェットポンプについて「採用しない場合再循環回路を四つ必要とするのに対し、二つでよいことになり、装置及び建物に対する建設費が安くなる」と解説している。従って、敦賀1号機より熱出力が増加したにもかかわらず、再循環ポンプ流量は敦賀1号の130m3/mmより低い121m3/mmとなっている。
東芝の福島建設所所長渡辺祐一はジェットポンプのブレーサーアームの溶接を挙げ「ステンレスの特性として溶接すると、非常に収縮し（中略）変形を生じます。これを防ぎながら、溶接作業を進めるのに、苦心をいたしました」と述べている。

### 電気品の設計
電気品としては主変圧器、起動変圧器、超高圧開閉所関係機器などが挙げられる。これらは原子炉外に設置され、GEを経由せず直接東芝に発注された。
主変圧器
- 定格容量：490MVA
- タップ電圧：17.55-287.5/281.25/275.0kV
- 冷却方式：送油風方式
- ％インピーダンス：10.0%

％インピーダンスの決定に際しては、負荷端からの距離が長大であるため、送電線路のインピーダンスが大きい。このため安定度を向上を考慮し、通常火力の約20%に比較し10%に抑えられた。
始動変圧器
- 定格容量：32MVA
- タップ電圧：287.5/281.25/275.0-6.9kV
- 冷却方式：油入自冷式
- ％インピーダンス：9.65%

所内変圧器
- 定格容量：32MVA
- タップ電圧：18.0/17.55/17.1/16.65/16.2-6.9kV
- 冷却方式：送油風冷式
- ％インピーダンス：8.0%

始動変圧器、所内変圧器の％インピーダンスは、下記の2条件をグラフ化した際に上限、下限の間の範囲内で選定した。
- 最大電動機の始動に際し、電圧降下を一定の限度に抑えるためのインピーダンスの上限
- 短絡電流（短絡容量）によるインピーダンスの下限

### 非常用電源の設計
『朝日新聞』はGEが1号機の建設をターンキーにて請け負った際、米本国でハリケーンによる暴風で倒木などが舞い上がり、建屋に突き刺さることを懸念して地下に配置した設計をそのまま導入したという説明を取り上げたことがある。立地調査には述べられていないが、『東北の土木史』への佐伯正治の寄稿に見られるように、当地においても突風の発生し易い季節などがあることは東京電力も知っていた。佐伯によると春先には山から海に向かって吹く風が強く、突風も頻発すると述べており、調査所時代に50m/secの突風で電柱が折れたこともあった。また、1928年に大野駅-夜ノ森駅間で突風により国鉄常磐線で車両転覆事故があった事実も参照していた。一方で1966年5月に田中直治郎が社外への説明の際示した計画案（英語図面）では、FL.EL.10.20m上の高さ（1階）にDIESEL GENERATORと6900V SWGRが収納されていた。その後決定案では非常用ディーゼル発電機は地下1階に設置となった。
建設時、1号機の非常用電源は下記より形成されていた。
- 非常用ディーゼル発電機：2台。内1台は2号機と共用
- 所内直流電源設備
- 無停電（バイタル）交流電源設備

ディーゼル発電機
1号専用ディーゼル発電機は容量2750kVA（2200kW）。ディーゼルエンジンは1600HPを2台備え、「エンジン－発電機－エンジン」の櫛形配置となっている。燃料は軽油である。1号専用発電機の容量は1号機の非常用炉心冷却系等、工学的安全施設の運転を賄うことが出来るように選定されている。
2号機との共用ディーゼル発電機は容量8125kVA（6500kW）で、9000HP（『日刊工業新聞』では9300HP）のエンジンにより駆動する。1号専用機より容量が大きいのは共用先の2号機の工学的安全施設の必要容量から決定されているためである。『電気計算』によれば、燃料は軽油とのみあるが、納入を報じた『日刊工業新聞』ではより具体的にA重油と明記されている。
1・2号機との共用発電機は納入時世界最大の中速ディーセル機関であったため、上記のように『日刊工業新聞』にて紹介された。納入された機関と同じシリーズの40X形は1966年に初号機を完成した当時としては新しい型式で、1号機に納入されるまでに工業、都市電源装置用途で40台以上の受注実績を積み重ねており、これをベースに原子力発電所用に所与の改良を加えたものであった。
仕様（特記無き場合上記『日刊工業新聞』記事より）
- 形式：18V40X形
- サイクル：4サイクル[144]
- シリンダー配置：V型[注 43]
- シリンダー径：400mm
- ストローク：520mm
- シリンダ当たり出力：530PS/cyl（40X形の仕様）[144]
- シリンダー数：18
- Pme kg/cm2：16.6[145]
- Cm m/s：7.4[145]
- 回転数：毎分429回転
- 出力：9300馬力（1時間10%過負荷）
- 電気出力：6500kW
- 使用燃料：A重油
- 原子力用として特に考慮した仕様[注 44]
  1. 瞬時起動を実施可能なように設計（通産省の実施した検査では8.7秒の成績）
  2. 緊急運転による温度負荷に耐えるよう燃焼室の構造を改良
  3. 地震等納入時に想定した災害に耐えるよう本体、付属機器、配管を設計
- 冷却方式：水冷（このため海水ポンプを岸壁に設置）[146]

非常用ディーゼル発電機は外部電源喪失信号或いは冷却材喪失信号を受信した際に自動起動し、タイマーによって6.9kV所内高圧母線に投入される。2台の非常用ディーゼル発電機の母線は互いに独立しており、信頼度向上が意図されている。
橋本弘等によるとECCSポンプ（ここでは炉心スプレイ、高圧注水(HPCI)等の各系）の内、HPCI以外のポンプは非常用ディーゼル発電機を電源とし、発電機負荷の約半分を占める。従ってこれらのポンプの容量を減らすことが出来ればディーゼル発電機の容量も減らすことが出来るため、これらのポンプはディーゼル発電機側の立場からは、設計上常に所要動力が最少となることを要求されているという。なお、佐藤一也によると、原子炉等プラント本体は上述のように海外からの技術導入に頼ったが、非常用ディーゼルについては仕様を満たすため国産の方が対応しやすいという考え方があったという。その後、18V40Xは本発電所6号機分まで採用され続けた。
所内直流電源設備
直流電源系は更に下記の2系統から成る。
- 125V系統：蓄電池（2500AH×2）および480V非常用パワーセンタに接続した充電器3台よりフローティング充電されている。遮断器操作、電動弁操作、信号灯、計測等の制御用負荷および非常用油ポンプ、非常用密封油ポンプ等の非常用動力負荷の駆動に使用される。2組の蓄電池は回路的に独立しており信頼度向上を意図している。
- ±24V系統：中性子モニタ用（135AH×4）。および充電器4台より構成。

無停電（バイタル）交流電源系
MGを交流発電機に接続し、プロセス計算機、原子炉制御、タービン発電機計装等の原子炉保護系の負荷に接続されている。母線は独立した2系統により接続され、これらが停電した場合は直ちにスクラムがかけられる。

### 電気工事
電気工事についても東芝は受注者だが、直受ではない。電気工事とは具体的には電気配線工事、照明工事、中央盤・現場盤・プロセス計算機の据付及び調整工事を指す。これらの設計はEBASCOが担当し、原子炉の安全系に関する制御配線は信頼度を上げるため、回路設計は2重化されている。ドライウェルからの貫通（ペネトレーション）も放射性物質の漏えい対策から考慮が払われ、電線のままでの貫通は行わず、特殊なコネクタを介して外部と接続する。中央制御盤の文字は全て英語表記であったが、中津留暎は2号機は日本語表記に変更となる旨を述べている。中央操作室裏に設置されたプロセス計算機はGE/PAC-4020であり、1号機専用である。

### 工事現場の性格と安全管理の近代化
『電気情報』1969年10月号での座談会にて建設所長代理の榎本穣は工法、環境条件が「水力と火力の合の子のような現場」でしかも「両者のむつかしいところを背負い込んだ現場」と評している。具体的には採石、築堤工事、標高10mまでの掘削工事などはダム建設の現場に近く、水力の経験者がいなければ勤まらないのに対して、機器関係は火力に似ているという。
建築工事に当たって鹿島はGEの指導の元、当時としてはかなりの規模の機械力を投入した。また、1号機の工事は労働安全衛生法の成立前に完了したが、安全衛生についても過去とは一線を画す近代化に手が付けられた。足場一つとっても、一昔前の丸太による足場ではなく、鋼製パイプや組立式のビティ足場を使用し、当時鹿島が持っていた足場資材約30%が1号機の建設に投じられていた。他にも階段に手摺をつけるなど足場の仮設備がしっかりしていたため、本館の基礎工事着手から2年半を経過して、原子炉建屋の高さが50mに達した段階でも墜落災害は1件も無い状態を更新し続けていた。榎本穣はつまらない小さな事故は起きているものの「かっての水力一〇〇〇キロワットに一人、火力一万キロワットに一人、といった事故からは格段に建設現場の安全管理は良くなっている」と墜落等の事故・災害について述べている。また、建築工事と機械据付の工事が同時に進行することの多い現場だったが、上下（同時進行の）作業が行われる際には安全ネットを貼ったり、時間調整を行って注意したという。

### 要員の養成
GEとの契約には要員訓練（後述）も含まれていたが、東京電力はそれだけでは将来的に必要とする技術要員をまかなうのには不十分と判断し、下記の手段を併用して人員の確保を図っていた。具体的に述べると、GEと契約を結んだ際には同社で訓練を受ける技術者は計20名であったが、東京電力としては1号機を運開までに最低でも100名の技術者を確保する必要があると見込んでおり、2号機以降は大型化が進むためさらに多数の技術者を必要とすると予想していた。このため、GEへの派遣以外にも下記のように様々な方策を併用して人員の養成に当たっていた。
- 新卒者に原子力工学修了者を積極的に採用
- 火力発電所の建設、運転経験者など他部門からの配置転換
- 海外派遣の追加
- 日本原子力研究所、日本原子力発電への出向
- 東北電力からの技術者受入[155]
- 技術者の引き抜き防止を協定[注 46]

日本原子力発電の利用
日本原子力発電は東海発電所に研修所を併設、1968年5月より開所していた。開所間もない東海研修所の1968年度受講分申し込み約40名（同年度の受入受講生の約半数）と報じられた。開所1年後の『原子力産業新聞』によると東海研修所は高卒程度を対象とするAコースと大卒を対象とするBコースの2つを用意していた。結局東京電力は1968年前期にAコース7名（Bコースは前期は準備されていなかった）、1968年後期にAコース12名、Bコース16名を修了させ、同校で計35名を養成した。なお『日刊工業新聞』によると1969年度上期の募集枠に送り込めたのは19名であった。1970年度は東海研修所も従来の80名前後から100名超まで受入枠を増員し、重電メーカーからの研修も受入の予定であったが、東京電力は12名の応募を予定していた。
東海研修所への研修の他、1968年9月からは11名が同社原子炉の運転要員として半年の予定で派遣された。
東北電力からの技術者受入
東北電力からの技術者交流は木川田が訪米によって米国での原子力発電隆盛が著しいことに触発されて発案されたものである。同社が原子力発電所建設において日本では先行していることに着目し、東北電力が原子力発電を受入する際のスタッフを養成する意図もあった。両社は短期間で条件を詰め、1967年9月19日に公表、10月から1968年7月にかけて技術者12名を受入し、1号機が運転開始予定の1970年10月まで約3年派遣するというものであった。
GE社への派遣
GEの養成機関派遣は1968年に5名、1969年1月に第2陣として24名を派遣、GEの研修計画に基づき半年の研修を受講している最初に米国のBWR運転訓練センターに派遣された5名は幹部運転要員という位置付けであった。実務試験は敦賀原子力発電所にて実施した。なお派遣は、GE側の受け入れ体制が整うのを待ってから実施された。

### 発電準備事務所立ち上げ
1969年4月10日、東京電力は機器試運転等各般の発電準備を本格的に行うため「福島原子力発電準備事務所」を発足した。準備事務所は総務、労務、経理、技術、保安、発電の6課から構成され、技術、放射線管理、運転等の準備作業が担務であった。営業運転開始2年前の発足であるが、これは発電準備班を早期に立ち上げておき英語で書かれている試運転マニュアルを翻訳し、担当者が機器試運転の目的、そのために達成すべきパラメータを十分に理解するための時間を取る目的があった。
なお『東電社報』1969年5月号によると当時、1号機の運転開始は1970年10月を予定していたが、それに先立ち、1969年8月には核燃料装荷前に実施する諸検査を開始し、1970年5月からは核燃料を装荷して始動試験に入る予定であった。

### 工程管理
ここでは、1号機の建設を工程管理面からの視点に絞って説明する。工程の管理については、上述のように担当工事により契約等に相違点もあるため、下記のように進められた。
- 土木工事：請負ゼネコン各社を東京電力が直接管理
- 本館建築工事：東京電力はGEを管理。GEはクリティカルパスメソッドを駆使しつつ、鹿島建設を管理した。

#### 新しい工程管理法の導入
1号機が建設された1960年代後半は、日本にもアメリカ流の新しい工程管理が導入され始めた時代であった。東京電力は1号機着工と同時期の1967年より火力発電所の建設においてもPERTを導入し、石川島播磨重工も配管設計について、敦賀1号機や本機の建設に参加した経験から、PERTによる場合が増えつつある旨を述べている。
GEが鹿島の管理を行っていた本館建設においては基礎着工から初発電の成功までの期間は約45ヶ月、内20ヶ月が建屋コンクリートの連続打設作業に費やされ、代表的なクリティカルパスを形成している。池亀はGEの工程管理部門の調整は非常に巧妙だったと賞賛している。建築工事と機器搬入工事は交互に行われるため、密接な関係を持っており、建築上の主要工程は、そのまま発電所全体のクリティカルパスともなっており、鏑木宏は主なものとして下記を挙げている。
- 第一段階：基礎工事開始（1967年4月）〜ドライウェル据付開始（1968年1月）
- 第二段階：ドライウェル耐圧試験完了（1968年6月）〜原子炉建屋燃料操作床までのコンクリート打設（1969年1月）[注 51]
- 第三段階：圧力容器据付（1969年4月）〜建屋構造体完了（1969年7月）[注 52]

これらクリティカルパスを合計すると20ヶ月となる。
石川島播磨の天野牧男等は現地状況から総合工程を逐次改訂して関係部門に徹底する必要があるため、PERTの採用は有効であり、配管工事にとってはバルブ等の購入品が多く、その日程管理は更に重要であるとしている。
この他港湾工事では原石山の採石を間組、生コン製造を前田建設が担当、港湾そのものの建設は五洋建設が実施し、トラックでの原資材搬入等、輸送関係では鹿島建設や熊谷組との調整が必要だった。五洋建設電力担当部長の石黒隆は、「この工事は特殊なもので、一般に言う分割施工ではなくて、ゴム状性の施工と言いますか、これらの工程の確保に苦労」したと述べている。

#### 溶接検査上の配慮
鈴木清（東京電力福島原子力建設所機械課）は、溶接検査について「合格と判定されなければ、次の工程は進められないので、溶接検査の進行状況が建設工事の工程を左右していると言っても過言ではない」とし、施工メーカーから工程確保のために次の条件を提示されたという。
- 工程上の計画された時間に対応する立会検査の確実なる実施
- 可能な限りの立会検査時間の確保

検査官側も当時は国策に使命感を持っていたため、上記条件について理解したという。また、検査スケジュールの作成も鈴木の仕事だったが、当初は不慣れで個々の検査官の習熟度差を反映した見積ではなかったため、不評を買ったが、後半になると苦情は減ったという。

### 工程遅延を克服し完成へ
上述のような配慮を行っていたとはいえ、下記に述べるように、工程を遅らせる要素も次々と発生した。

#### 天候
清水清によると、格納容器の据付工事中降雨は54日間あり、特に当初3ヶ月は降雨のために工程が軌道に乗らず、苦慮したが、1969年正月頃より天候に恵まれ順調に進めることが出来たという。

#### 設計変更による工数増加
高城真（当時東京電力原子力部電気機械課）によると、原子力発電所の場合、殆ど全ての機器がコンクリートで遮蔽された建屋内に設置されるため、工程上から見ると、建築が始まる前に配管設計はプラント設計でも初期の段階で完了させておき、建築段階で主要配管、ケーブルの経路は確定していて、遮蔽壁を貫通する部分には予め開口部を設けておく必要がある。配管設計はこのように配置上も重要だが、この経路を決定するためにはポンプ、熱交換器、タンク等の外形・寸法、ノズル位置などが製作のはるか以前に詳細設計まで完了していなければならないことを意味する。しかし、池亀によると大きさや配置が変更になった機器もあり、あるポンプを設計上のマージンを増加させるため大型に変更した際には、ポンプを収める建屋の吊り下げ穴は既に完成しており、余計な工数が必要となったという。

#### ストライキによる工程遅延
1号機は当初1970年10月末にGEより東電に引き渡す筈であったが、実際には営業運転の開始は1971年3月であった。その理由の一つはGEで1969年から起こったストライキで、工場が3か月も操業を停止したことであった。『日刊工業新聞』（1969年11月11日）によるとGEのストライキは1969年10月27日に始まったが、当初より長期化が予想されたため、同社は幾つかの分野で技術提携している日立、東芝に協力を要請し、両社は協力に応じる旨回答した。
事前の懸念通りGEから海送されてくるタービンが半年も遅れるなど、大きな影響が出た。この遅れを取り戻すため、タービン、発電機の据え付け作業は二交替制とし、配電盤も日本国内での組立て調整するものとし、2か月の遅れに留めるよう配慮し、12月下旬に通産省の立会いの受領試験までが完了する計画を立てた（営業運転の開始はその後になる）。実際には1970年9月末にタービン、発電機の据え付けを完了した。

#### ターンキー契約による工程遅延
ターンキー契約による具体的エピソードの一つとして、東京電力側で設計変更を行って国内下請メーカーがその変更指示で動き出していても、GEの現場事務所長であったハンスジャーゲンが米本国からの確認連絡を待つ態度を崩さず設計変更を遅らせる結果をしばしば招いた。このためハンスジャーゲンは「石頭」と揶揄され、池亀との間で議論となる場面も目撃されていた。この場面を目撃した一人、森谷淵は、「GE内の契約上の主導権はサンノゼの原子力機器部が握っていたのであろうか」と推量している。
もっとも、1980年代初頭までGEの技師だった名嘉幸照によれば、本社に問い合わせても回答は深夜なのに困ったが、GEの「技術水準の高さを肌で実感」したという。

### 試運転
1号機の試運転の頃は2号機では格納容器の据付、漏洩試験、3号機は着工と建設所は同時に複数のプラントでの作業を併行しなければならず、当時建設所の機械課課長をしていた井上和雄は「目の回るような忙しい毎日」と回顧している。しかし、この中で最も優先されたのは1号機の試運転であった。なお、試運転に当たり、GEサービス東京支社長ピーター・カートライト（Peter Cartwright）は『電気新聞』に寄せた祝辞の中で「現在アメリカにおいては110万kWサイズのものを建設中で、日本においても是非その技術的成果をみせる機会を与えてほしいと思っている」と結んでいる。
タービン据付後、1970年9月26日より原子炉核加熱試験を開始、その後、中間領域中性子束モニタ較正試験、制御棒駆動試験、制御棒引き抜きシーケンス試験、炉心反応度に対する温度係数測定等を実施した。10月1日にはタービンに通気、その後、負荷試験、諸機器の特性試験を実施した。11月14日に外輪の送電系統に初並列し、75%負荷の試運転状態で1971年の正月を迎えた。
GE社は日本側の設定した試験規則に囚われず性能や安全性の実証に十分な条件と判断した場合は試験を実施するよう求めてきた一方で、本国のプラントの運転経験情報の蓄積に応じて試験手順書を順次手直ししていったが、その理由について常に明確に回答していた訳ではなく、根拠を「GEがそう考えるから」と回答する場合もあったと言う。
なお、GEとターンキー契約を採用した関係で、営業運転開始まではGEが主導し当直を指揮する人が最低1名付き、そのGE社員の指揮で日本の当直長が当直員に指示を出していた。また、試運転時はテストエンジニアとしてインドのタラプール発電所の当直長が来日し、現場作業を指導したが、意思疎通には苦慮したという。
また、所内の全ての電源を落とし非常用電源のみの状況でプラントの設備が正常に機能するかを試す「電源喪失試験」の際は、東京電力側の当直長が担当シフト日に実施したくないために次々先送りしたことがあった。そのためGE側の技術員の中には3〜4日、中央操作室の近くで仮眠を強いられた者もいるという。
取水口の試験でも苦労はあり、クラゲ対策用に張るスクリーンの性能検査では、ゴミが無い状態であるため双葉、大熊両町のコンニャクを買い集めて試験に供した。

### 初期故障

#### トラブル事例
元々「ノウハウ習得」という位置づけではあったものの、試運転時より多くの初期故障に直面することとなった。
- タービン試運転の際、軸受の警報が発生し、当初は記録計か計装の不具合と考えていたが温度上昇が異常だったのでタービンを停止して確認したところ回転防止のためのネジが緩んで振動でずれてきたことが原因であり、そのまま運転を継続した場合、タービンブレードが「丸坊主」になりかねない状態だったという[184]。

- 起動試験もまた、順調に進んだわけではなく、機器調整不良によるスクラム、トリップ等が頻発し都度解決を迫られ、タービン制御は相当の苦労があった[185]。森谷淵の記述はより具体的で、タービン主蒸気系の圧力制御システムが問題であった。機械式制御（MPR）を採用していたが、主蒸気圧力の短周期変動が解消できず、GE側も現地事務所では解決不能のため米本国スケネクタディにあったGEタービン部門から据付調整技師が来日、MPR用シリンダーの据付方法を改造してこの変動を除去した。その他主蒸気圧力系では電気式圧力制御装置（EPR）で直流接地が突発的に発生することがあり、状況によっては原子炉スクラムまで波及した。原因は米本国から輸入したEPRユニットの信頼性が低く、高信頼性を確保したタイプに交換した[186]。

- 配管等の資材運搬、一時保管場所の養生が不十分であったため据付後に大量の錆が系統に流れ出して放射化し、再循環により管壁に付着して作業場のバックグラウンド線量を上昇させた[173]。

- 中央操作室のプラント制御盤、警報盤のカード類等も輸入品は信頼に欠けたため、運転開始後1年余りの間に国産品に交換した[187]。

- それでも最終段階の官庁立会試験では各系統は順次合格していったが、唯一この段階で不合格となったのが、非常用ガス処理系で、本件は当時から前代未聞とされた[注 58]。

#### 背景等
池亀亮は、次のような背景要因を指摘している。
- 炉型決定に際して有用な参考としたニュークレノールは当初2年ほど計画が先行していたため、この経験を参考にすれば初期故障の軽減に資すると期待していたものの、同計画が遅延し福島1号機の方が先行する形に逆転した
- 只でさえ被曝線量による制約があり火力に比較して修理に多くの人員を用意する必要があったところに、日本仕様として耐震設計を強化していたため補強材が入り、作業スペースを更に狭隘にしていた[注 59]。
- 構造的要因として池亀はターンキー契約にも触れている。つまり「営業運転までの運転に関わる責任、従って判断はGE社が行う。しかし運転操作そのものは東電社員が行う」という点である。この契約方式が東電側には初体験であった点、言語ギャップ、GE側の文書に明記した点のみ履行する厳密な契約慣行のため、技術、発電、保安の3課長を兼務していた池亀が深夜に中央操作室まで仲裁に出向いたり、東電社内からの反発を抑える役目を負ったりすることも多かったという[189]。

このため、運転開始初期は「いつ故障のために停止してもおかしくない状態」であることは本店にも説明済みであり、ある副社長は常々「原子力は金食い虫だ」と指摘していた一方で「よくやった」と称賛することもあったという。
ある元運転員によると、当時は人間教育だけではどうにもならないトラブルが多く、（上述のトラブル事例にもあるように）必ずモノも改善することが必要だった旨を回顧している。

### 工程管理面からの総括
1号機の場合、工期は起工式から起算すると47ヶ月、設置許可からの起算では51ヶ月であった。池亀亮によると当時60万kWの最新鋭火力は工期30ヶ月程度であったため、原子力発電所工期の短縮化に課題を残した旨認識している。類似のコメントとして中津留暎も初の商業原子炉建設体験から「全工事期間、無我夢中」「工事の省力化への大きな足掛かりを把んだ」としている。
全工程の内、試運転（起動試験）について、榎本聰明は『OHM』1972年4月号で同時期の下記BWRプラントと試験期間を比較している。
- ミルストン：試験期間166日
- 福島1号機：264日
- ニュークレノール：168日
- モンティセロ：299日

比較した試験期間は燃料装荷期間→加熱試験期間→（タービン併入）→出力試験期間→出力実証試験期間に区分される。福島の場合、上記264日にはタービン搬入遅れにより失われた126日が含まれており、モンティセロは許認可でのトラブル146日とストレッチ試験に要した12日が含まれる。これら設計上の不備などに起因しない遅延はタービン併入前に発生しているため、榎本はタービン併入後に比較範囲を絞り、併入後のクリティカルパスを43日とした。ニュークレノールは44日でこれとほぼ同じだが、他の3プラントは100〜125日前後の範囲に分布しており、クリティカルパス通りにはならなかった。この要因から、改善事項として8点を挙げている。

### 設備利用率
1号機の計画を固めた1966年時点では設備利用率についても楽観的で、事故停止、予定停止を考慮しても下記のレベルに過ぎず、80%程度が期待されていた。
| 年次  | 定検内容                   | 所要日数 |
| ----- | -------------------------- | -------- |
| 1年目 | 原子炉、タービン           | 45       |
| 2年目 | 原子炉および燃料取替       | 20       |
| 3年目 | 原子炉、タービン、燃料取替 | 45       |
| 4年目 | 原子炉および燃料取替       | 20       |

なお、当初は燃料集合体に負荷をかけないように起動を時間をかけて実施する暫定運転法、PCIOMRは考案されていなかったので、起動時間は定格出力での運転までで、暖機起動の場合4.5時間、温機起動の場合5.5時間、冷機起動の場合でも10.5時間に過ぎないとされていた。
なお、このような高稼働の設備利用率を前提に発電コスト（初年度2円99銭/kWh）を算出したものの1968年秋になると米国内の先行炉の稼働率が必ずしも良好でない結果を出しており、日刊工業新聞はこの問題を取り上げ「50%程度のものが多い」と疑問を呈していた。結局、運転開始当初1年は設備利用率を33%として資金収支の計画を立てざるを得なかった。幸い、この時は設備利用実績が66.5%（262日間）と当初予定の2倍を超え、当時の平均電力料金7円で発生電力量を換算すると187億9500万円を売り上げた計算になるという。
しかしその後1970年代は建設前の計画値と大幅な乖離が見られた。これは燃料不具合や応力腐食割れ対策等のトラブルが多発したからである。このことにより、設備利用率は最悪時の1977年度は9.2%まで低迷し、不具合の解消に時間を要し、1980年代に入って漸く70%程度の実績を上げるようになっていった。

## 建設費
1号機の建設費は約400億円前後と計画された。プラント本体の正式な契約は1966年12月であるが、その後1967年2月、東京電力はGEとの間で核燃料契約に調印している。酸化ウラン1ポンド当たり5ドル96セントのレートであり、東京電力としては原料の入手が比較的容易な時期に契約するのが有利と判断したためである。
契約当時公表された総建設費は384億円で、米輸出入銀行及びGEのメーカーズクレジットは内約126億円であった。国産部分については通産省の重電国産化促進措置に伴う財政投融資を受けた。
『電力新報』1979年12月号によると実績は390億円でほぼ予定通りであった。
なお、ストライキにより遅延した期間があるため東京電力がGEにペナルティを請求するかについても関心が寄せられたが、ストによる直接遅延4ヶ月分のほか2ヶ月分の許容範囲を置かざるを得ないと結論し、請求は行われなかった。なお、この遅延による損失額は遅延期間に発電したとして換算した額で約30数億円であった。

## その他
福島原子力調査所

1964年12月に設置された福島調査所は小所帯で事務所と宿舎を一体化したもので、その前までは大野駅前の商店と民家を間借りしたものに過ぎなかった。新設した調査所の建物は他地域の水力発電所の建設が完了して不要となった資材を移設したもので、三畳の一人部屋だった。最初の調査メンバーは猪苗代電力所からの異動者を中心に1966年9月時点で35〜41名程度であった。この頃の飲み場は大野駅前であることが多かったという。その後調査所が改組され福島原子力建設所となる。佐伯正治によると、調査所の頃に敷地内の海岸近くに古墳らしいものが発見されたことがあるという。誘致関係者にとってこの出来事は文化財が出土して工事区域が制限される不安を助長したが、地元の研究家等により発掘作業を実施しても何も発見できなかった。
進入路

1号機の建設とともに高台部分から掘削した整地面に降りるため、緩勾配のついた東西方向の舗装路が建設され全景写真でも識別できるが、それ以前は後の3号機付近に設けられていた御芋沢、小芋沢という場所から海岸に進入するしかなかった。1号機の道路を建設している際にも大雨で造成箇所が流されて全てやり直しになったこともあったという。
事務方

当所は事務方の業務にも障害が多く、工事用記録写真、測量機材や事務用品はいわきか仙台までで足を伸ばしての調達を強いられた。また、GEとの契約では納期管理を含めて全て英文のためGEの代理店の他双葉高校の英語教諭の協力を得て文書を和訳した。当時は外貨使用に制約のある時代であり、輸入品の購入は年度初めに通産省の割り当て申請を行って枠を確保しておく必要もあった。初めての行為は（原子炉関連を除いても）申請等を受け付ける役所側にもあり、福島県にとっては民間からの公有水面埋立は初であり、建設所は何度も説明を繰り返したという。
 東京電力のストライキ 

GE側ばかりではなく東京電力側でもストライキに関する小エピソードが残っている。1968年頃、隠密裏に社長の木川田一隆が来所したこともあったが、ストライキ中で臨時の職員で応対したこともあるという。また、1号機の竣工式は春闘に伴う組合員のストライキにより管理職のみで実施した。
 図面管理 

また、森谷淵は、GEの技術図書管理について「シンプルだが厳密なもので、設計変更などをその都度図面化してフォローしてゆくやり方は、新しい技術図書管理（記録管理）手法として学ぶべきものがあった」と述べている。
 記憶の風化 

また、1968年に火力部門から異動して1号機の工事に当たったある社員は「運転開始から数十年経過し、建設当時の経験が世代交代しても引き継がれていないこと」「今は、出来上がったプラントがどういう設計基準で、どういう目的で、どのように稼働させているとか、基本的なことを身に付ける前に、まず、現場に行って修理をしなくてはいけません。しかし（現在は）事務処理で基本的なことを身に付ける前に仕事仕事で事務処理に追われ、どこか「歪み」が出て来ます」と苦言を呈している。

## 運転開始
1971年3月26日、GEから東電に正式にキーが渡され（イミテーション的な意味を込めて、実際に鍵が製作され引渡し式にて納入された）、1号機は公式にも運開を迎えた。電力系統全体へのインパクトとしては、1970年夏季ピーク終了以降、本機の竣工の他君津火力発電所3号機（35万kW）、勿来火力発電所7号機（25万kW）、鹿島火力発電所1号機（60万kW）などが加わったため、供給力は売電を含め1805万kWとなり、1971年夏季の供給予備率は5.8%と予想され「ほぼ適正に近い」とされた。46万kWでの運転開始は8ヵ月後の1971年11月30日の午後からである。
1971年5月10日の慰霊祭では本機建設による殉職者は4名とされている。

## 事故後の批判
本機は2011年3月、福島第一原子力発電所事故で炉心溶融ならびに水素爆発を起こし、廃止措置が決定した。
事故後、運転開始後の追加対策や事故時の対応ばかりでなく、建設過程についても批判がなされるようになった。大前研一は本機の安全審査を取り上げ、実際には「止める、冷やす、閉じ込める」の内「止める」しか実現できなかった点を根拠に、安全審査の過程で想定した事故対応策の甘さを酷評している。

## 備考
建屋仕様、および運転開始後から福島第一原子力発電所事故までの状況については他号機と併せ福島第一原子力発電所を参照のこと。上記以外の本機仕様については福島第一原子力発電所設備の仕様を参照のこと。